# Фастове
Фастове (Фастово; до 1957 року — Довгинцеве-Сортувальне) — колишнє село в П'ятихатському районі.
Зняте з обліку 1997 року.